# Luís Climent
Luís Climent Asensio (Requena, 12 november 1966) is een Spaans voormalig rallyrijder.

## Carrière
Luís Climent debuteerde in 1986 in de rallysport. Vanaf begin jaren negentig werd hij een officiële rijder van de Spaanse Opel-importeur, actief met een Opel Corsa GSI en later de Astra GSI. Na twee jaar eerder al te hebben gedebuteerd in het wereldkampioenschap rally, behaalde hij in 1993 een achtste plaats in Catalonië en daarmee zijn eerste WK-kampioenschapspunten. Climent bleef vervolgens enige tijd actief in het Spaans kampioenschap, waarin hij naar de titel greep in 1996, achter het stuur van een Citroën ZX Kit Car.
Hij keerde terug in het WK rally in het seizoen 1997 als deelnemer aan het Production World Rally Championship met een Mitsubishi Lancer Evolution. Hij werd dat jaar tweede in het kampioenschap en in 1998 zou hij hierin de derde plaats bezetten. Halverwege het seizoen 1999 stapte hij over naar een Subaru Impreza WRC, waarmee hij een paar top tien resultaten afdwong (met een zevende plaats in Griekenland als beste resultaat). Onder meer met behulp van sponsorgeld bemachtigde hij voor het seizoen 2000 het tweede zitje bij het fabrieksteam van Škoda, die op dat moment actief waren met de Octavia WRC. De Octavia was niet een van de voorliggende auto's in het kampioenschap, zodoende dat Climent ook weinig indruk kon maken, en daarnaast ook doorgaans verslagen werd door zijn teamgenoot Armin Schwarz. Een achtste plaats tijdens de Safari bleek uiteindelijk zijn beste resultaat van het seizoen.
Hij keerde het jaar daarop niet terug bij het team, maar nam nog wel deel aan de WK-ronde van Catalonië met een Toyota Corolla WRC, daarmee eindigend als veertiende. In 2003 reed hij nog een programma in het Spaans kampioenschap met een Honda Civic Type-R. Sindsdien is hij nog enige tijd actief geweest in Rally-raid evenementen.

## Complete resultaten in het wereldkampioenschap rally

### Overzicht van deelnames
| Seizoen | Inschrijving                     | Auto                      | 1      | 2      | 3     | 4      | 5      | 6      | 7      | 8      | 9   | 10     | 11  | 12     | 13     | 14     | Pos. | Punten |
| ------- | -------------------------------- | ------------------------- | ------ | ------ | ----- | ------ | ------ | ------ | ------ | ------ | --- | ------ | --- | ------ | ------ | ------ | ---- | ------ |
| 1991    | Opel Team España                 | Opel Corsa GSI            | MON    | ZWE    | POR   | KEN    | FRA    | GRI    | NZL    | ARG    | FIN | AUS    | ITA | IVK    | SPA NF | GBR    | -    | 0      |
| 1992    | Opel Team España                 | Opel Corsa GSI            | MON    | ZWE    | POR   | KEN    | FRA    | GRI    | NZL    | ARG    | FIN | AUS    | ITA | SPA 11 | IVK    | GBR    | -    | 0      |
| 1993    | Opel Team España                 | Opel Astra GSI 16V        | MON    | ZWE    | POR   | KEN    | FRA    | GRI    | ARG    | NZL    | FIN | AUS    | ITA | SPA 8  | GBR    |        | 45   | 3      |
| 1997    | Luís Climent                     | Mitsubishi Lancer Evo III | MON    | ZWE    | KEN   | POR 13 | SPA NF | FRA NF | ARG    | GRI 14 | NZL |        |     |        | AUS NF |        | -    | 0      |
| 1997    | Team Mitsubishi Ralliart Germany | Mitsubishi Lancer Evo III |        |        |       |        |        |        |        |        |     |        |     |        |        | GBR 12 | -    | 0      |
| 1997    | Team Mitsubishi Ralliart Germany | Mitsubishi Lancer Evo IV  |        |        |       |        |        |        |        |        |     | FIN 22 | IDN | ITA    |        |        | -    | 0      |
| 1998    | Luís Climent                     | Mitsubishi Lancer Evo III | MON 18 | ZWE NF | KEN 8 | POR 22 |        |        |        |        |     |        |     |        |        |        | -    | 0      |
| 1998    | Luís Climent                     | Mitsubishi Lancer Evo IV  |        |        |       |        |        | FRA NF | ARG    |        |     |        |     |        |        |        | -    | 0      |
| 1998    | Luís Climent                     | Proton Wira 4WD           |        |        |       |        |        |        |        | GRI 20 | NZL |        |     |        |        |        | -    | 0      |
| 1998    | Luís Climent                     | Mitsubishi Lancer Evo V   |        |        |       |        |        |        |        |        |     | FIN 20 | ITA | AUS    | GBR    |        | -    | 0      |
| 1998    | Renault Sport España             | Renault Mégane Maxi       |        |        |       |        | SPA NF |        |        |        |     |        |     |        |        |        | -    | 0      |
| 1999    | Valencia Terra y Mar             | Mitsubishi Lancer Evo V   | MON NF |        |       |        |        |        |        |        |     |        |     |        |        |        | -    | 0      |
| 1999    | Valencia Terra y Mar             | Mitsubishi Lancer Evo III |        | ZWE 25 | KEN 9 |        |        |        |        |        |     |        |     |        |        |        | -    | 0      |
| 1999    | Valencia Terra y Mar             | Subaru Impreza 555        |        |        |       | POR 10 |        |        |        | GRI 7  | NZL |        |     |        |        |        | -    | 0      |
| 1999    | Valencia Terra y Mar             | Subaru Impreza WRC98      |        |        |       |        | SPA 9  | FRA 12 | ARG    |        |     | FIN NF | CHN | ITA NF | AUS    | GBR 12 | -    | 0      |
| 2000    | Škoda Motorsport                 | Škoda Octavia WRC         | MON 10 | ZWE    | KEN 8 | POR 12 | SPA NF | ARG    | GRI NF | NZL    | FIN |        |     |        |        |        | -    | 0      |
| 2000    | Škoda Motorsport                 | Škoda Octavia WRC Evo 2   |        |        |       |        |        |        |        |        |     | CYP NF | FRA | ITA 14 | AUS    | GBR 16 | -    | 0      |
| 2001    | Escudería Bengala                | Toyota Corolla WRC        | MON    | ZWE    | POR   | SPA 14 | ARG    | CYP    | GRI    | KEN    | FIN | NZL    | ITA | FRA    | AUS    | GBR    | -    | 0      |